# روبرتو بالاسيوس
روبيرتو بالاسيوس (بالإسبانية: Roberto Palacios) (28 ديسمبر 1972 بليما في بيرو - ) هو لاعب كرة قدم بيروفي في مركز الوسط. شارك مع منتخب بيرو لكرة القدم. أما مع النوادي، فقد لعب مع ديبورتيفو كالي ونادي أطلس ونادي بويبلا ونادي تيكوس ونادي سبورتينغ كريستال ونادي كروزيرو ونادي موريليا الرياضي وليجا دي كويتو.

## مسيرته الكروية
لعب روبرتو بالاسيوس خلال مسيرته الاحترافية مع 8 أندية في ستة وعشرون موسمًا وسجل خلالها 138 هدف ضمن 691 مباراة. ولم يفز بأي موسم بالكأس وفاز في خمسة مواسم بالدوري.
خاض روبرتو بالاسيوس مسيرته مع نادي سبورتينغ كريستال ما بين عامي 1991 و1992 في المرة الأولى لمدة موسم واحد ثم في موسم 2001 ليلعب معه سبعة مواسم ثم في موسم 2007 ليلعب معه خمسة مواسم، مشاركًا طوالها في 406 مباراة سجل خلالها 85 هدفًا. ثم انتقل إلى نادي بويبلا في موسم 1996–97 لمدة موسم واحد، حيث شارك في 13 مباراة ولم يسجل أي هدف. لينتقل بعدها إلى نادي كروزيرو ما بين عامي 1997 و1998 لمدة موسم واحد، مشاركًا في 6 مباريات سجل خلالها هدفين. ثم انتقل إلى نادي تيكوس في موسم 1997–98 ليلعب معه خمسة مواسم، مشاركًا في 120 مباراة سجل خلالها 21 هدفًا. هذا وانتقل لاحقًا إلى نادي موريليا الرياضي في موسم 2002–03 ولمدة موسمين، مشاركًا في 33 مباراة سجل خلالها هدفين. ثم انتقل بعدها إلى نادي ديبورتيفو كالي ما بين عامي 2004 و2005 لمدة موسم واحد، مشاركًا في 16 مباراة سجل خلالها 4 أهداف. ليعود وينتقل من جديد، لكن هذه المرة إلى نادي إل. دي. يو. كيتو في عامي 2005-2007 ولمدة موسمين، مشاركًا في 82 مباراة سجل خلالها 23 هدفًا.

## روابط خارجية
- روبرتو بالاسيوس على موقع قاعدة بيانات كرة القدم.إي يو (الإنجليزية)
- روبرتو بالاسيوس على موقع ناشيونال فوتبول تيمز (الإنجليزية)
- روبرتو بالاسيوس على موقع Soccerbase.com (لاعب) (الإنجليزية)
- روبرتو بالاسيوس على موقع Soccerway.com (الإنجليزية)
- روبرتو بالاسيوس على موقع عالم كرة القدم.نت (الإنجليزية)